# Baarish (1957)
Baarish ist ein Bollywoodfilm mit Dev Anand und Nutan in den Hauptrollen.

## Handlung
Ramu ist ein junger sorgloser Mann der Tauben züchtet. Eines Tages erlebt er den Schock seines Lebens: Sein bester Freund Gopal wird ermordet. Für Ramu ist eines sicher – er will Rache.
Von einem Handlanger erfährt Ramu, dass hinter Gopals Tod der Gangster „Boss“ steht. Auch als Ramu sich in Gopals Schwester Chanda verliebt, will er sich bei dem Mörder rächen. Noch in der Hochzeitsnacht ergibt sich die Gelegenheit Boss zu treffen, die sich Ramu nicht entgehen lässt. 
Nach einigen Twists und mit Hilfe von Mohan schaffen sie es Boss zu überlisten. Und Ramu kann sich endlich seiner Frau Chanda widmen, die ihr erstes Kind erwartet.

## Musik
| Songtitel                 | Sänger/in                                            |
| ------------------------- | ---------------------------------------------------- |
| Dane Dane Pe              | Chitalkar                                            |
| Kahte Hain Pyaar Kisko    | Chitalkar, Lata Mangeshkar                           |
| Kahte Hain Pyaar Kisko    | Chitalkar                                            |
| Yeh Arzoo Thi Ki Hum      | Lata Mangeshkar                                      |
| Yeh Munh Aur Daal         | Lata Mangeshkar                                      |
| Hum Tau Jaani Pyar Karega | Asha Bhosle, Chitalkar                               |
| Mr. John                  | Asha Bhosle                                          |
| Surat Ho Tau Aisi Ho      | Mohammad Rafi, Talat Mahmood, Chitalkar, Francis Waz |
| Phir Wohi Chand Wohi Gham | Chitalkar, Lata Mangeshkar                           |

In dem Song Mr. John hat Helen als Tänzerin ihren Gastauftritt.